# 小牧池田遺跡

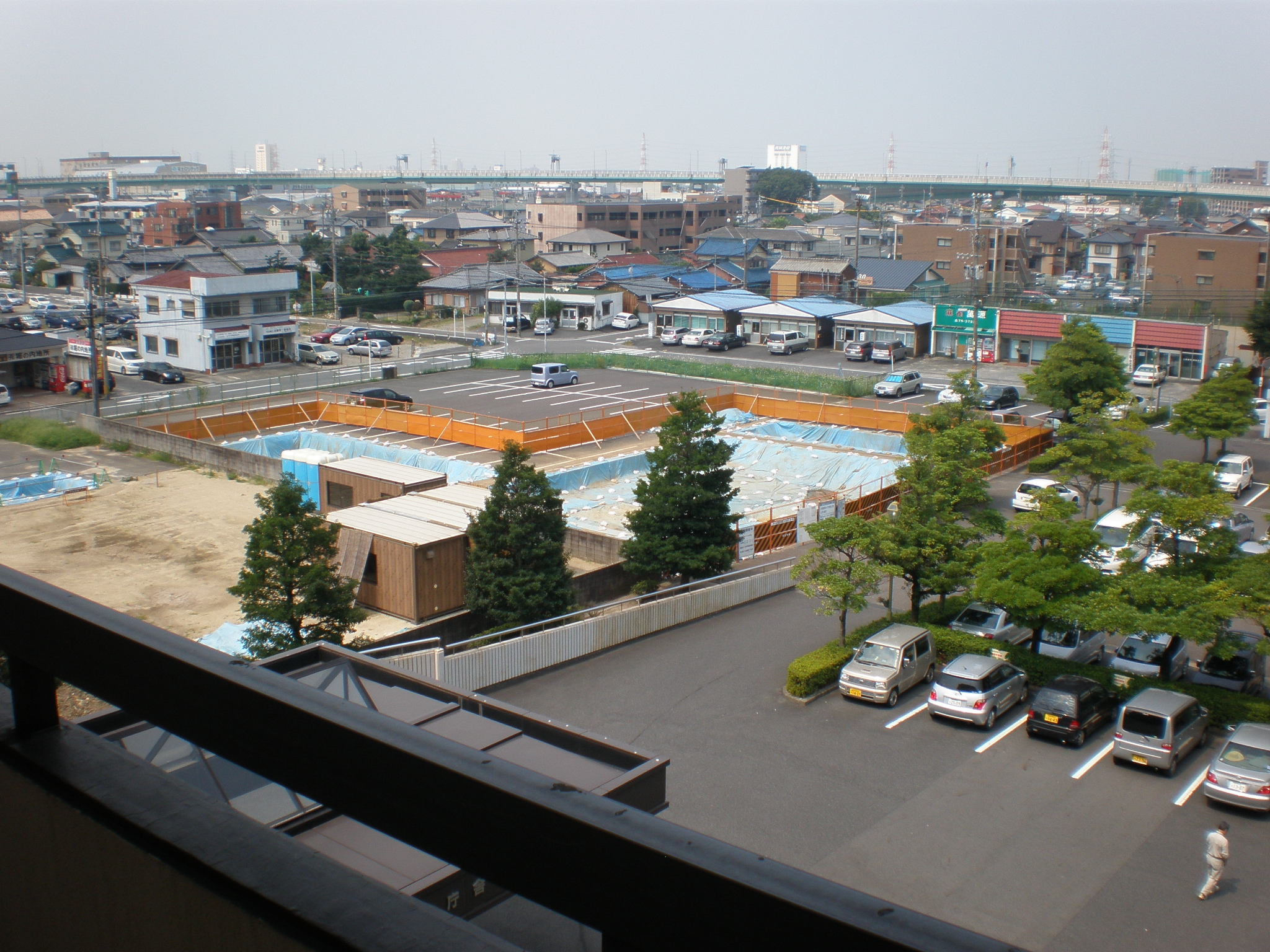
発掘中の小牧池田遺跡（撮影日：2009年8月）

小牧池田遺跡（こまきいけだいせき）は、現在の愛知県小牧市にある、戦国時代から江戸時代にかけての城下町の遺跡である。

## 概要
1563年（永禄6年）7月に織田信長が居城を清須城から小牧山に移つした時、山の南側に整備された。しかし1567年（永禄10年）に織田信長が岐阜城へ居城を移つすと小牧山城は廃城になり、町は縮小された。その後町は江戸時代まで続いたと考えられている。

## 年表
- 1563年（永禄6年）7月 - 織田信長が清須城から小牧山城に居城移転。城下町が作られる。
- 1567年（永禄10年） - 織田信長が美濃稲葉山城を攻略。「岐阜城」と改めて居城を移転。小牧山城は廃城となる。町は縮小される。
- 1624年（元和9年） - 残った町の部分が尾張藩によって東に移転させられる。小牧宿の誕生。
- 2009年（平成21年）6月22日（月） -小牧市新市庁舎建設に伴う第2次発掘調査開始（～2010年（平成22年）3月に終了予定）[1]。

## 所在地
- 愛知県小牧市堀の内3丁目地内：小牧市役所一帯[1]。